# Конон са Самоса
Конон са Самоса (рођен око 280. п. н. е. на острву Самос - умро око 220. п. н. е., могуће у Александрији), грчки астроном и математичар. Највише га памте по томе што је дао назив сазвежђу Береникина коса (Coma Berenices).

## Астрономија
Конон је био дворски астроном египатског владара Птолемеја III Еуергета. Птолемеј се оженио Береником II и убрзо након тога отишао у Трећи сиријски рат (око 245-241. п. н. е.). Береника је ради његовог безбедног повратка жртвовала увојак своје косе. Када је увојак нестао, конон је ласкаво објаснио да јој је богиња указала наклоност тако што је косу пренела на небо - тако је настало име сазвежђа. Али нису сви грчки астрономи прихватили ту ознаку. У Птолемејевом Алмагесту, Береникина коса није наведена као посебно сазвежђе. Ипак, Птолемеј је Конону приписао парапегму (алманах), календар метеоролошких предвиђања те излазака и залазака звезда, којег је конон саставио на основу осматрања у Италији и на Сицилији.
Конон је написао „О Астрологији“ у седам књига, са укљученим осматрањима помрачења Сунца. Птолемеј такође Кононо приписује 17 „знакова годишњих доба“, мада ово није морало бити дато у „Астрологији“. Сенека пише: „Конон је био пажљив осматрач“ и да је „забележио помрачења Сунца која су посматрали Египћани“, мада је тачност ове тврдње под знаком питања. Римљанин Катул пише да је конон „распознавао сва светла пространог свемира и разоткрио изласке и заласке звезда, како тамни ватрени сјај Сунца и како се звезде повлаче у утврђено време“.
У његову част назван је један кратер.

## Математика
Конон је био пријатељ математичара Архимеда, којег је вероватно сусрео у Александрији. Пап Александријски тврди да је Архимедову спиралу открио конон. Аполоније из Перге извештава да је конон радио на конусним пресецима, његово дело је постало основа Аполоније четврте књиге „Коничних пресека“. Аполоније даље извештава да је конон слао неке своје радове Трасидеју, али да су они били нетачни. Пошто овај рад није сачуван, немогуће је проценити тачност Аполонијевог коментара.